# Gradualismus

Gradualismus, oben

Der Gradualismus ist ein Konzept der Evolutionstheorie. Er hat zwei unterschiedliche Bedeutungen. Im Kontext der Evolutionsrate bedeutet Gradualismus, dass die Evolutionsrate konstant ist (Phyletischer Gradualismus). Im Kontext der Evolution von Adaptionen bedeutet Gradualismus, dass Adaptionen sich über viele Zwischenschritte bilden und nicht sprunghaft erscheinen.
Der phyletische Gradualismus liegt dann vor, wenn die Evolutionsrate konstant ist. Ist die Evolutionsrate innerhalb einer Art langsamer als bei der Entstehung neuer Arten, spricht man stattdessen von Punktualismus. Während die darwinistische Evolutionstheorie nicht auf den phyletischen Gradualismus angewiesen ist, ist der Gradualismus im Zusammenhang mit der Evolution von Adaptionen ein alternativloser Bestandteil.
Darwin betonte stets, dass die Evolution langsam und graduell ist. Stephen Jay Gould schloss daraus, dass Darwin damit den phyletischen Gradualismus meinte, und dass die Theorie des Punktualismus damit Darwinismus und Neodarwinismus widerspreche. Nach Ansicht von Richard Dawkins bezog sich Darwin nicht auf die Evolutionsrate und die Artbildung. Darwins Bemerkungen im letztgenannten Kontext seien durchaus mit dem Punktualismus vereinbar:

„Viele Arten erfahren, wenn sie gebildet sind, niemals weitere Veränderungen (...) und die Zeiträume, während welcher die Arten der Modification unterlegen sind, waren zwar nach Jahren gemessen lang, aber wahrscheinlich im Verhältnis zu denen, in welchen sie unverändert geblieben sind, doch nur kurz.“

Darwin und alle nachfolgenden Versionen des Darwinismus waren gradualistisch in Bezug auf die Evolution von Adaptionen, aber nicht in Bezug auf die Evolutionsrate. Die einzige Bedingung, welche die Evolutionstheorie an die Evolutionsrate stellt, ist, dass Fossilien nicht schneller evolvieren dürfen als die schnellsten experimentell nachgewiesenen und auf normaler genetischer Variation beruhenden Evolutionsraten. Sollte diese Bedingung nicht eingehalten werden, wäre dies eine ernste Herausforderung für den Neodarwinismus. Alle bis dato bekannten Fossilevolutionsraten sind jedoch langsamer als die aus genetischen Experimenten.